# Helgoland
Helgoland (en helgolandès Hålilönj o Lun, en alemany Helgoland, i en anglès Heligoland) és una petita illa alemanya del mar del Nord, al districte de Pinneberg a l'estat de Slesvig-Holstein. És l'única illa d'alta mar d'Alemanya. Geològicament és la resta d'un vell altiplà rocós que era connectat amb el continent i que la mar va erosionar gairebé del tot.

## Història
Els frisons potser s'hi establiren al segle v. Havia estat una possessió danesa i base militar britànica, fins que el 1890, en virtut del Tractat de Heligoland-Zanzíbar fou lliurada pels britànics a Alemanya a canvi que els alemanys desistissin en les seves aspiracions sobre Zanzíbar. Els alemanys la van convertir novament en base militar i en deportaren els illencs fins més enllà de la Segona Guerra Mundial. El 18 d'abril de 1945, l'aviació aliada va deixar caure prop de 7000 bombes sobre l'illa, arrasant-la i provocant l'evacuació posterior dels que van sobreviure.
Després de la guerra, la infraestructura de l'illa va ser completament enderrocada. Els britànics van ocupar l'illa i va quedar deshabitada. El 18 d'abril de 1947 els britanics van fer-hi detonar 6700 tones d'explosius, en el que ha estat una de les majors detonacions no nuclears de la història. L'1 de març de 1952 van tornar-la al govern alemany i d'aleshores va començar la reconstrucció. Abans de construir, s'havia d'evacuar unes 200 000 bombes i granades disperses per tot arreu. El maig de 1953 les primeres cases van ser acabades. El 1958 l'església de Sant Nicolau i el petit hospital van obrir les portes.
Tot i no tenir cap estatut d'autonomia especial està fora de la zona euro i del Tractat de Schengen.
Com a curiositat, val a dir que aquesta illa inspirà J.K. Rowling per a crear l'illa d'Azkaban, que surt al llibre Harry Potter i el pres d'Azkaban. També va ser on Werner Heisenberg va tenir la idea per desenvolupar la seva teoria de la mecànica quàntica el 1925.

## Fills il·lustres
- Richard Krueger, músic fagotista i flautista. (1872-després de 1930)

## Economia
La seva activitat econòmica principal és el turisme, però l'isolament fa que molts habitants joves deixin l'illa aïllada del món. La creació d'una base de serveis pels aerogeneradors d'alta mar hauria de donar-li un nou impuls. L'obra de modernització d'una dàrsena al port per als vaixells especialitzats va començar el 2011. El 2012 una sèrie de 2 cases amb pisos per a 30 persones es construeix per a albergar els enginyers i els mecànics que participen en la construcció, el que forma la primera fase del projecte de diversificar els recursos econòmics de l'illa.